# Ono (Micronesia)
Ono (también llamado Onou) es un municipio de Estados Federados de Micronesia, en el estado de Chuuk.